# Beautiful (Bazzi)
Beautiful è un singolo del cantautore statunitense Bazzi, pubblicato il 2 luglio 2017 come primo estratto dal primo album in studio Cosmic.

## Tracce
Testi di Andrew Bazzi, musiche di Kevin White, Mike Woods e Bazzi.
1. Beautiful – 2:58

## Formazione
- Bazzi – voce, produzione
- Rice n' Peas – produzione
- Chris Gehringer – assistenza al mastering
- Chris Galland – assistenza al missaggio
- Kevin White – assistenza alla registrazione
- Robin Florent – assistenza alla registrazione
- Scott Desmarais – assistenza alla registrazione
- Aubry "Big Juice" Delaine – assistenza alla registrazione

## Remix
Il 2 agosto 2018 viene pubblicata una versione remix della canzone realizzata con la partecipazione della cantante cubano-statunitense Camila Cabello.

### Video musicale
Il video musicale relativo, diretto da Jason Koenig, è stato reso disponibile il 15 ottobre 2018.

### Tracce
Testi e musiche di Andrew Bazzi, Camila Cabello, Kevin Edward Brewster White e Michael Clinton Woods.
Download digitale
1. Beautiful (feat. Camila Cabello) – 3:00

Download digitale – Bazzi vs. Hook n' Sling's Spectrums Remix
1. Beautiful (feat. Camila Cabello) (Bazzi vs. Hook n' Sling's Spectrums Remix) – 2:51

Download digitale – Bazzi vs. Pastel Remix
1. Beautiful (feat. Camila Cabello) (Bazzi vs. Pastel Remix) – 2:54

Download digitale – Bazzi vs. EDX's Ibiza Sunrise Remix
1. Beautiful (feat. Camila Cabello) (Bazzi vs. EDX's Ibiza Sunrise Remix) – 3:07

Download digitale – Bazzi vs. Jerome Price Remix
1. Beautiful (feat. Camila Cabello) (Bazzi vs. Jerome Price Remix) – 3:26

## Classifiche

### Classifiche settimanali
| Classifica (2018-19) | Posizione massima |
| -------------------- | ----------------- |
| Australia            | 15                |
| Belgio (Fiandre)     | 54                |
| Belgio (Vallonia)    | 70                |
| Canada               | 35                |
| Estonia              | 23                |
| Germania             | 79                |
| Grecia               | 24                |
| Irlanda              | 19                |
| Lettonia             | 41                |
| Libano               | 3                 |
| Lituania             | 22                |
| Malaysia             | 2                 |
| Norvegia             | 18                |
| Nuova Zelanda        | 23                |
| Paesi Bassi          | 73                |
| Portogallo           | 20                |
| Regno Unito          | 33                |
| Repubblica Ceca      | 45                |
| Romania              | 15                |
| Singapore            | 3                 |
| Slovacchia           | 37                |
| Stati Uniti          | 26                |
| Svezia               | 60                |
| Svizzera             | 92                |
| Ungheria             | 36                |

### Classifiche di fine anno
| Classifica (2018) | Posizione |
| ----------------- | --------- |
| Australia         | 94        |
| Romania           | 87        |
| Classifica (2019) | Posizione |
| Portogallo        | 133       |
| Stati Uniti       | 95        |